# Nhà tre Việt Nam
Nhà tre Việt Nam có tên tiếng Anh là Blooming Bamboo home (Tổ ấm nở hoa) là một dự án với thiết kế nhà làm bằng tre, cho những khu vực chịu nhiều bão lũ.

## Thiết kế
Nhà tre Việt Nam được thiết kế bởi công ty H&P Architects. Với hệ khung nhà cố định dùng tre (8–10 cm), mỗi địa phương có thể hoàn thiện bao che cho ngôi nhà tùy theo khí hậu & vật liệu tự nhiên của từng vùng (trúc 4–5 cm, phên nứa, cót-ép, lá dừa…) để tạo nên đặc trưng của kiến trúc. Nhà có thể vượt được mực nước lũ 1,5m.

## Giải thưởng
Trong tháng 6 tại London, công trình đã được nhận giải AR House Awards 2014 (Highly Commended Awards), do tạp chí kiến trúc Architectural Review của Anh tổ chức để chọn ra những công trình kiến trúc nổi bật và xuất sắc trong năm và được vinh dự giới thiệu trong mục Nhà Thông minh của tạp chí Time.
Cùng với 34 công trình trên khắp thế giới, Ngôi nhà làm từ tre của Việt Nam cũng được chọn vào tháng 8 trao giải thưởng quốc tế International Architecture Award 2014 (IAA 2014). Giải thưởng IAA do Viện Kiến trúc và thiết kế Chicago, Mỹ và Trung tâm nghiên cứu Thiết kế kiến trúc nghệ thuật châu Âu (The Chicago Athenaeum and The European Centre for Architecture Art Design and Urban Studies) phối hợp tổ chức.
Blooming Bamboo home vào tháng 10 cũng được giải hạng 2 (Highly Commended Award) của WAN House of the Year 2014 tại WAN Awards 2014, Anh quốc.